# アドルフ・ツー・ホーエンローエ＝インゲルフィンゲン
アドルフ・ツー・ホーエンローエ＝インゲルフィンゲン（Adolf zu Hohenlohe-Ingelfingen, 1797年1月29日 - 1873年4月24日）は、ドイツの貴族、軍人、政治家。1862年にしばらくプロイセン王国の宰相を務めた。全名はアドルフ・カール・フリードリヒ・ルートヴィヒ（Adolf Karl Friedrich Ludwig）で、ホーエンローエ＝インゲルフィンゲン侯フリードリヒ・ルートヴィヒの四男。

## 生涯
1797年、領邦君主としては最後のホーエンローエ＝インゲルフィンゲン侯となるフリードリヒ・ルートヴィヒとその妃であったアマーリエ・フォン・ホイム（1763年 - 1840年）の間に第七子としてシュレージエンのブレスラウ（現ポーランド・ドルヌィ・シロンスク県ヴロツワフ）で生まれた。
1815年にナポレオン戦争に参戦し、戦後はシュレージエンの行政長官や軍司令官、ポーランド立憲王国議会議員やシュレージエン議会議員（1847年）を務めた。1850年のエアフルト議会に参加しまた同年プロイセン王国貴族院議員となり、1857年には貴族院議長となった。
1862年3月11日に自由主義的なカール・アントン・フォン・ホーエンツォレルン＝ジグマリンゲン内閣が退陣した後、アドルフ・ツー・ホーエンローエ＝インゲルフィンゲンはプロイセン王国宰相に任命され保守的な内閣を組閣した。しかし半年でオットー・フォン・ビスマルクにその椅子を譲ることになった。
1873年4月24日、シュレージエンのコシェンティン(Koschentin)（現ポーランド・シロンスク県ルブリニェツ郡コシェツィン(Koszęcin)）で死去した。
1819年4月19日にランゲンブルクで同族のホーエンローエ＝ランゲンブルク侯カール・ルートヴィヒの娘ルイーゼ（1799年 - 1881年）と結婚し、彼女との間に五男五女をもうけた。特に五男のクラフト・ツー・ホーエンローエ＝インゲルフィンゲン（1827年 - 1892年）はプロイセン陸軍で歩兵大将・砲兵大将となり、軍事に関する著作を行なったことで知られる。